# Whitmore (Staffordshire)
Whitmore – wieś w Anglii, w hrabstwie Staffordshire, w dystrykcie Newcastle-under-Lyme. Leży 21 km na północny zachód od miasta Stafford i 219 km na północny zachód od Londynu.